# Ixodes sigelos
Espèce
Ixodes sigelos est une espèce de tiques de la famille des Ixodidae.

## Distribution
Cette espèce se rencontre au Chili et dans la province de Tucumán en Argentine.

## Hôtes
On a observé cette espèce sur des rongeurs des genres Akodon et Phyllotis, et chez les espèces Aconaemys fuscus, Abrocoma bennettii, Octodon degus, Rattus norvegicus et Oligoryzomys longicaudatus, Akodon olivaceus, Oligoryzomys longicaudatus, Akodon xanthorhinus, Akodon spegazzinii, Phyllotis xanthopygus, Euneomys chinchilloides, Calomys musculinus, Reithrodon auritus, Loxodontomys micropus et Eligmodontia morgani.

## Publication originale
- Schulze, 1930 : Ixodes sigelos, n. sp. (Acarina: Ixodidae), a parasite of rodents in Chile, with a method for preparing ticks for examination by scanning electron microscopy. Acarologia, vol. 18, n. 2, p. 217-225.